# Kotani Masaharu
Masaharu Kotani (sinh ngày 21 tháng 6 năm 1973) là một cầu thủ bóng đá người Nhật Bản.

## Sự nghiệp câu lạc bộ
Masaharu Kotani đã từng chơi cho Shimizu S-Pulse.